# Стантън (окръг, Канзас)
Окръг Стантън (на английски: Stanton County) е окръг в щата Канзас, Съединени американски щати. Площта му е 1761 km², а населението - 2245 души. Административен център е град Джонсън Сити.